# Villanova Truschedu
Villanova Truschedu (en sard, Biddanoa Truschedu) és un municipi italià, dins de la província d'Oristany. L'any 2007 tenia 321 habitants. Es troba a la regió de Barigadu. Limita amb els municipis de Fordongianus, Ollastra, Paulilatino i Zerfaliu.

## Administració
| Període | Identitat      | Partit        |
| ------- | -------------- | ------------- |
| 2005-   | Claudio Palmas | Llista cívica |